# Флейсиг, Бернард
Бернард (Бернат) Флейсиг (нем. Bernhard Fleissig; венг. Fleissig Bernat, 1853 — 7 марта 1931, Вена) — австрийский шахматист венгерского происхождения, мастер. Участник крупнейшего международного турнира в Вене (1882 г.). Младший брат М. Флейсига.
В отечественной шахматной литературе братьев часто смешивают друг с другом, а также путают с немецким мастером Э. Флексигом.

## Вклад в теорию дебютов
Братья Флейсиги разработали систему в сицилианской защите, которая сейчас чаще называется гамбитом Морра: 1. e4 c5 2. d4 cd 3. c3.
С именем Б. Флейсига также связывают следующее разветвление шотландской партии: 1. e4 e5 2.Кf3 Кc6 3. d4 ed 4. К:d4 Сc5 5. Сe3 Фf6 6. c3 Кge7 7. Кc2.

## Известная партия
Б. Флейсиг стал соавтором К. Шлехтера в знаменитой партии, сыгранной в Вене в 1894 г. (по другим данным — в 1895 г.). Белые пошли на неудачный дебютный эксперимент, отстали в развитии, и игравший черными Шлехтер провел эффектную матовую атаку с жертвой нескольких фигур. Эту партию называют "бессмертной партией Шлехтера".

## Спортивные результаты
| Год  | Город | Соревнование                | + | −  | = | Результат | Место |
| ---- | ----- | --------------------------- | - | -- | - | --------- | ----- |
| 1882 | Вена  | Турнир австрийских мастеров |   |    |   |           | 2     |
|      | Вена  | Международный турнир        | 4 | 26 | 4 | 6 из 34   | 18    |
| 1890 | Вена  | Мемориал И. Колиша          | 8 | 4  | 4 | 10 из 16  | 2—3   |